# محمد الكورش
محمد بن محمد الكورش (ولد في 11 يناير 1936 و توفي في 21 فبراير 2015، الدار البيضاء، المغرب) دراج مغربي، متَخَصّص في السباقات على الطريق. يعتبر من رواد رياضة سباق الدراجات في المغرب و هو صاحب أفضل سجل شخصي في تاريخ طواف المغرب، بفوزه باللقب في ثلاث نسخ (1960 و 1964 و 1965).

## سيرته الرياضية
نشأ محمد الكورش في حي درب السلطان بالدارالبيضاء، و اشتغل ابتداء من سن العاشرة في إحدى ورشات إصلاح الدراجات بالحي، و هو ما مكنه من الارتباط بالدراجة و من الممارسة المبكرة. تمكن من الصعود بسرعة إلى تصنيف دراجي النخبة بفضل انتصاراته في السباقات التي كانت تنظمها جامعة الدراجات الوليدة آنذاك.

كان يحمل اسم محمد بن محمد في رخصته الجامعية، و هو الاسم الذي شارك به خلال أولمبياد روما 1960.

في 1957، شارك مع المنتخب المغربي في طواف مصر للدراجات. سنتين بعد ذلك، سيصل إلى منصة تتويج طواف المغرب باحتلاله المرتبة الثالثة، ليفوز بنسخ 1960 و1964 و1965. كانت لطواف المغرب آنذاك شعبية كبيرة، مما جعل إنجازات الكورش تبوؤه مكانة بطل وطني، و تلهم أجيالا من الرياضيين بممارسة رياضة الدراجات. خلال النسخ الموالية لطواف المغرب (67 و 68 و 69)، حافظ الكورش على وجوده ضمن الثلاثة الأوائل دون استطاعته الظفر باللقب.

على المستوى الدولي، شارك مع المنتخب المغربي، في طواف المستقبل بفرنسا (في نسخ 61 و 62 و 63 و 64) و هو طواف مخصص للدراجين الشباب (أقل من 25 سنة) أو الهواة.

ظلت مسيرة الكورش حبيسة الهواية لعدم توفر شروط الممارسة الاحترافية آنذاك في المغرب، و لقد رفض عدة عروض للتجنيس بفرنسا و الممارسة الاحترافية، مغلبا الحس الوطني على الطموح الاحترافي.

## إنجازاته
- 1959  المغرب: المرتبة الثالثة في الترتيب العام الفردي لطواف المغرب
- 1960  المغرب: المرتبة الأولى في الترتيب العام الفردي لطواف المغرب
- 1960  إيطاليا: مشاركة في أولمبياد روما 1960 في السباق على الطريق (رتبة 45) و منافسة الفرق للسباق ضد الساعة (رتبة 19)
- 1963  فرنسا: المرتبة الثالثة في المرحلتين 13 و 14 في طواف المستقبل
- 1964  المغرب: المرتبة الأولى في الترتيب العام الفردي لطواف المغرب
- 1965  المغرب: المرتبة الأولى في الترتيب العام الفردي لطواف المغرب
- 1967  المغرب: المرتبة الثانية في الترتيب العام الفردي لطواف المغرب
- 1968  المغرب: المرتبة الثالثة في الترتيب العام الفردي لطواف المغرب
- 1969  المغرب: المرتبة الثالثة في الترتيب العام الفردي لطواف المغرب

## روابط خارجية
- محمد الكورش على موقع أرشيف الدراجات (الإنجليزية)
- محمد الكورش على موقع إحصائيات الدراجات الإحترافية (الإنجليزية)
- محمد الكورش على موقع أوليمبيديا (الإنجليزية)
- (بالفرنسية) صفحة كحمد الكورش في الموقع المتخصص في سباق الدراجات siteducyclisme.net